# Merck-Saint-Liévin
Merck-Saint-Liévin är en kommun i departementet Pas-de-Calais i regionen Hauts-de-France i norra Frankrike. Kommunen ligger i kantonen Fauquembergues som tillhör arrondissementet Saint-Omer. År 2022 hade Merck-Saint-Liévin 664 invånare.

## Befolkningsutveckling
Antalet invånare i kommunen Merck-Saint-Liévin
| Referens: INSEE |